# Норрингтон-Дэвис, Рис
Рис Норрингтон-Дэвис (англ. Rhys Norrington-Davies; род. 22 апреля 1999, Эр-Рияд) — валлийский футболист, защитник английского клуба «Шеффилд Юнайтед».
Выступал, в частности, за клубы «Барроу» и «Лутон Таун», а также национальную сборную Уэльса.

## Клубная карьера
Родился 22 апреля 1999 года в городе Эр-Рияд в Саудовской Аравии, его отец офицер вооруженных сил Британии проходил там службу. Воспитанник юношеских команд футбольных клубов «Аберистуит Таун», «Суонси Сити» и «Шеффилд Юнайтед».
В 2018 году подписал профессиональный контракт с клубом «Шеффилд Юнайтед», не сыграв за клуб не одного матча, в сентябре 2018 года присоединился к клубу «Барроу» на правах одномесячной аренды, которая позже была продлена до конца сезона.
В июле 2019 был арендован клубом «Рочдейл», в составе которого провёл следующий год своей карьеры игрока. Играя в составе «Рочдейла» в большинстве своём выходил на поле в основном составе команды.
С сентября 2020 года один сезон защищал цвета клуба «Лутон Таун». 12 января 2021 года он был отозван обратно в «Шеффилд Юнайтед», и в тот же день был до конца сезона арендован клубу «Сток Сити».
В конце мая 2021 года вернулся в расположение клуба «Шеффилд Юнайтед», периодически начал выходить на поле, принял участие в 22 матчах чемпиона, постепенно получив место в основном составе клуба.

## Выступления за сборные
В 2017 году дебютировал в составе юношеской сборной Уэльса (U-19), всего на юношеском уровне принял участие в 3 играх.
В течение 2017—2019 годов привлекался в состав молодежной сборной Уэльса. На молодёжном уровне сыграл в 14 официальных матчах.
В 2020 году дебютировал в официальных матчах в составе национальной сборной Уэльса.
В мае 2021 года был включён в заявку сборной на чемпионат Европы 2020 года.